# 118-я отдельная механизированная бригада
118-я отдельная механизированная бригада (118 ОМБр) — механизированное соединение Сухопутных войск Вооруженных сил Украины численностью в бригаду. Формировалась в начале 2023 года для участия в наступление в Запорожской области. До сих пор находится в районе села Работино и держит оборону в том районе

## История
Из-за возможного при бездействий украинских вооружённых сил и командования нового широкомасштабного наступления российских войск во время полномасштабного российского вторжения в Украину в 2023 году, и для проведения собственного, в январе 2023 года был ряд создан новых механизированых бригад Вооруженных сил Украины, в том числе и 118-я отдельная механизированная бригада. По состоянию на конец января 2023 года бригада находилась в стадии своего формирования. По информации издания Militaryland.net, военнослужащие этой бригады должны были пройти обучение за рубежом, а сама бригада должна быть оснащена единицами военной техники из стран НАТО. 
В ходе наступления летом-осенью 2023 года бригада освободила Работино 23 августа, что могло позволить проводить атаки прямо на российские укрепления южнее. Но после освобождения села продвижения ВСУ остановились, причиной многовероятно стали потери в бронетехнике и личном составе, а так же  сильные укрепления. После повторной оккупации села бригада отошла севернее и держит оборону в близи города Орехов. 
После захвата Работино российскими силами во второй раз Ореховское направление стало менее активным, по сравнению с Донбассом. Бригада начала нести меньшие потери личного состава и техники.  